# Dasycrotapha
Genre
Synonymes
- Stachyris Hodgson, 1844[2]
- Stachyridopsis Oates, 1883[2]
- Sterrhoptilus Oberholser, 1918[2]

Dasycrotapha est un genre de passereaux de la famille des Zosteropidae. Il est endémique des Philippines,,.

## Liste des espèces
Selon la classification de référence du Congrès ornithologique international (version 8.1, 2018) :
- Dasycrotapha plateni (Blasius, W, 1890) — Timalie pygmée, Zostérops de Platen
- Dasycrotapha pygmaea (Ogilvie-Grant, 1896) — Timalie de Samar, Zostérops de Samar
- Dasycrotapha speciosa Tweeddale, 1878 — Timalie précieuse, Timalie à front d'or, Zostérops précieux